# Омельченко, Антон Лукич
Анто́н Луки́ч Оме́льченко (укр. Антон Лукич Омельченко; 1883—1932) — один из первых российских исследователей Антарктиды, конюх британской экспедиции Роберта Скотта. Внесён в список членов Королевского географического общества. Первый украинец, ступивший на шестой континент.

## Биография

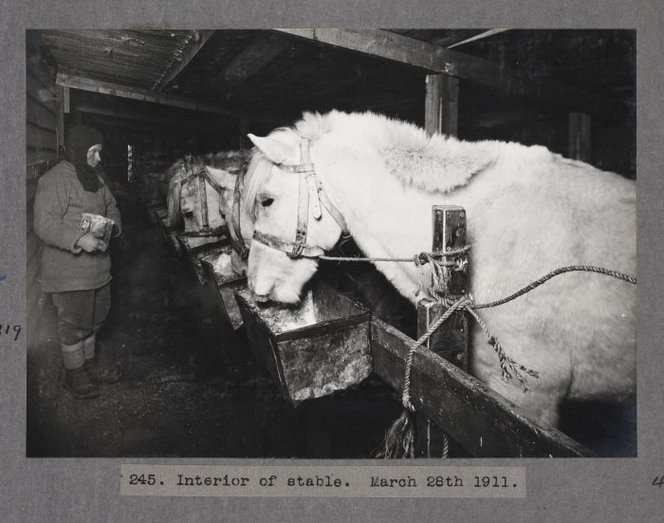
Омельченко на конюшне зимней базы экспедиции Скотта

Родился в 1883 году в селе Батьки Зеньковского уезда Полтавской губернии (ныне Зеньковского района Полтавской области) Российской империи, в украинской семье бедного малоземельного крестьянина Луки Омельченко, в которой было семеро детей. Антон был самым младшим.
С 10 лет вместе с братьями ездил на заработки в Ставропольский край. На заработках на Кубани, где Антон работал пастухом, познакомился с отставным генералом Михаилом Пеховским, известным в России конезаводчиком, который впоследствии усыновил Антона. У Пеховского Омельченко освоил профессию жокея и неоднократно побеждал на скачках. После смерти генерала попал на Дальний Восток, где устроился жокеем на ипподром. Работал жокеем на конном заводе.
В 1909 году, во время пребывания во Владивостоке, познакомился с англичанином Уилфридом Брюсом — братом жены известного путешественника Роберта Скотта. Вместе с Дмитрием Гиревым был отрекомендован в экспедицию англичанина. Закупив партию маньчжурских лошадей, доставил их на базу экспедиции в Новую Зеландию. В экспедиции 1910—1912 годов провёл её участников до середины ледника Росса.
С началом Первой мировой войны Антон Омельченко попал на фронт. После окончания Гражданской войны вернулся в родное село Батьки, где стал работать почтальоном.
В Великобритании получил медаль, отчеканенную в честь подвига первопроходцев Антарктиды, и пожизненную пенсию, которую он получал до разрыва советско-британских отношений в 1927 году.
Весной 1932 года погиб от взрыва влетевшей в его дом шаровой молнии.

## Родственники
- Жена — Наталия Ефимовна
  - Ларивон
    - Виктор
    - Александр

Внук Омельченко, Виктор, зимовал на украинской станции «Академик Вернадский» в 2001 году и в последующие зимовки в качестве системного механика. Таким образом, его дед Антон Омельченко стал основателем целой «антарктической династии».

## Увековечение памяти
В честь А. Л. Омельченко названы бухта на берегу Отса, открытая в 1958 году, а также улицы в городах: Харькове, Полтаве и Киеве.